# Herm
Herm (guernseiès: Haerme) és una de les més petites de les illes Anglonormandes i forma part de la batllia de Guernsey. El seu nom deriva sia de la paraula nòrdica antiga arms ('braç'), en referència a la seva forma, sia del mot francès antic eremite ('ermità').